# Lac des bois (Severozápadní teritoria)
Lac des Bois je jezero nacházející se na západě Severozápadních teritoriích v Kanadě. Je umístěno na sever od Velké Medvědího jezera, hrubým odhadem asi 50 km vzdušnou čarou. Další jezera podobné velikosti jako je ono samo se rozkládají na západ (Lac Belot), severozápad (Colville Lake) a na sever (Lac Maunoir) od něj.

## Galerie

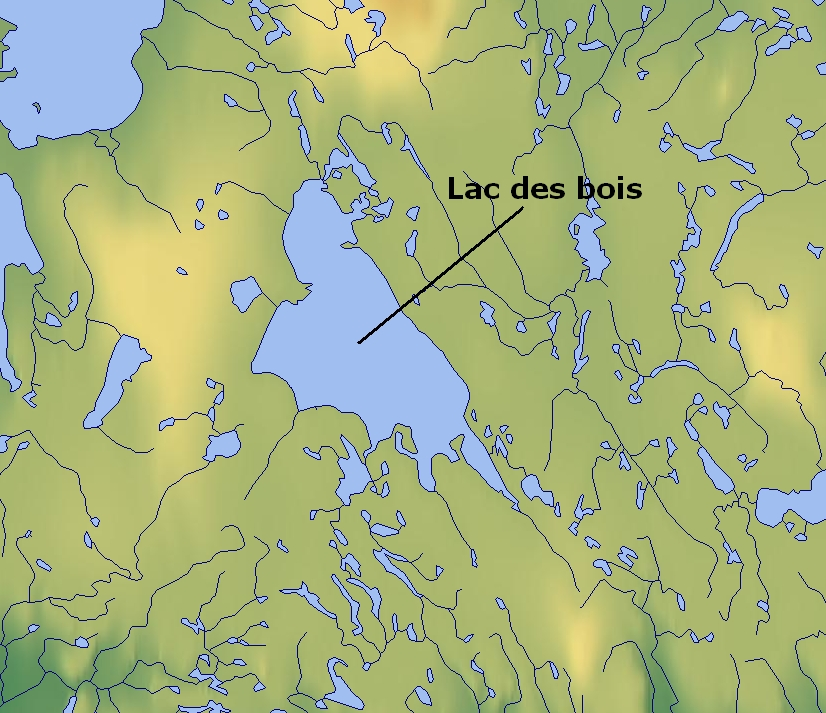
mapa